# 리사 캐링턴

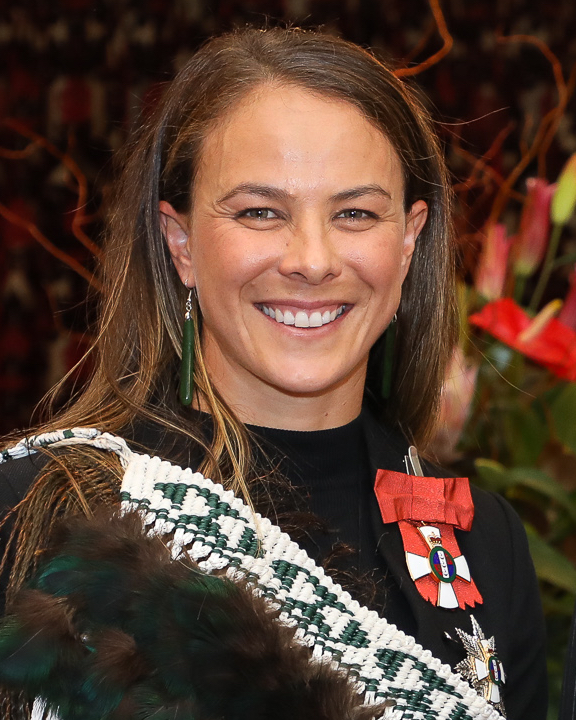
리사 캐링턴, 2022년

데임 리사 마리 캐링턴(Dame Lisa Marie Carrington, 1989년 6월 23일~) 뉴질랜드의 카누 선수이다. 뉴질랜드에서 가장 성공적인 올림픽 선수로 총 5개의 금메달과 1개의 동메달을 획득했다. 2012 하계 올림픽, 2016 하계 올림픽, 2020 하계 올림픽 여자 K-1 200미터에서 3연속 금메달을 획득했으며, 2011 카누 스프린트 세계 선수권 대회에서도 같은 종목에서 금메달을 획득했다. 2020 하계 올림픽에서는 팀 동료 케이틀린 리갈과 함께 K-2 500미터에서 금메달을, 개인 자격으로 K-1 500미터에서 금메달을 획득하기도 했다.